# Tilo Wolff
Tilo Wolff es un músico alemán, que actualmente vive en Suiza.
Su principal proyecto musical es la banda de Lacrimosa, que, desde su debut en 1990 mezcla elementos de metal gótico con tintes de orquesta. Wolff compone la mayoría de las letras del grupo, junto con Anne Nurmi, y los arreglos musicales, del mismo modo que toca bajo.

## Trayectoria profesional
Desde pequeño le gustó el arte, sobre todo la literatura y la música. Con doce años publicó textos de poesía en varias revistas de literatura. Luego, en 1989, con diecisiete, publicó un fanzine dark gothic junto a amigos suyos, pero el proyecto no duró mucho y enseguida se dejó atrás.  
Como estudiante de piano, quiso empezar a componer música.  
Trabajó en distintas fábricas para conseguir dinero suficiente para registrar y publicar su primera demo, que salió en noviembre de 1990 en un pequeño estudio cerca de Basilea llamado "Sodoma&Gomorra TonStudio". La demo se tituló “Angst” (posteriormente renombrada "Clamor") y fue lanzada en solitario, con la cooperación de Phillipe Alioth en las grabaciones, quien además era propietario del estudio.  
La demo contenía los temas "Seele in Not" y "Requiem", los cuales poseen una mezcla y masterización diferentes a las versiones de su posterior álbum "Angst", además de pequeños detalles diferentes en la edición. El diseño del booklet lo hizo él mismo a mano y en él se aprecia la primera versión del característico arlequín que actualmente representa a la banda. Al principio, el nombre pensado por Tilo para dicho proyecto era "Clamor", el cual cambia posteriormente a Lacrimosa, nombre latino que proviene del último pedazo que Mozart escribió de su Réquiem antes de morir. 
El nombre no es casual: primero, porque Mozart es su mayor influencia personal; y, segundo, porque el nombre transmite claramente la sensación de decadencia y profunda melancolía de las letras y música que Tilo realiza en cada una de sus obras musicales. 
En 1991 fundó su propio sello discográfico, "Hall of Sermon", para tener siempre libertad artística total.
En 1992 fue elegido, junto con Bruno Kraumm (Das Ich) y Oswald Henke (Goethes Erben) para grabar un disco gracias a Christian Dörge, que reclutó a la flor y nata del movimiento gótico de Alemania. El resultado fue "Lycia", publicado finalmente en 1993. Wolff interpretó las siguientes canciones (compuestas en conjunto con Dörge): Der Satyr, Weltschmerz, Kriegsvögel & Mystische Rosenmadonna. 
En la gira promocional de Satura de 1993 conoció a Anne Nurmi, tecladista y segunda voz de la banda Two Witches. Le pidió que se uniera a Lacrimosa como tecladista y segunda voz. La primera aparición de Anne Nurmi en Lacrimosa fue en el videoclip de la canción Satura. Entró oficialmente a la banda en primavera de 1994.
En 1996 recibió el Alternative Music Award por el éxito de su sencillo Stolzes Herz por toda Europa.
En 2004 realizó su álbum debut como solista, "Music For The Lost", con su proyecto alterno de música electrónica "Snakeskin", el cual cuenta con dos producciones. En 2006 lanzó su segundo álbum como solista con el nombre "Canta' Tronic", con la colaboración de la cantante de opera Kerstin Doelle.
Es un gran aficionado al cine y a la lectura, siendo Franz Kafka su autor favorito y "El Castillo" el libro que, según él mismo, le cambió la vida.